# 채권자
채권자(債權者, 영어: creditor, lender)는 다른 사람에게 일정한 행위를 할 것을 청구할 수 있는 자, 채무자에게 급부를 할 것을 요구할 자격이 있는 자, 즉 채권을 보유한 사람 또는 기관을 말한다.

## 같이 보기
- 채무자
- 융자
- 파산